# Sở thú Luân Đôn
Sở thú London là sở thú khoa học lâu đời nhất của thế giới. Sở thú đã được mở ở London vào ngày 27 tháng 4 năm 1828, và ban đầu dự định được sử dụng như một bộ sưu tập phục vụ cho công tác nghiên cứu khoa học. Cuối cùng nó đã được mở cửa cho công chúng vào năm 1847. Sở thú này có chứa một bộ sưu tập của 755 loài động vật, với 16.802 cá thể, làm cho nó trở thành một trong những bộ sưu tập lớn nhất ở Vương quốc Anh.
Nó được quản lý dưới sự bảo trợ của các Hiệp hội động vật học London (được thành lập vào năm 1826), và được nằm ở các rìa phía bắc của Regent's Park trên các đường ranh giới giữa Thành phố Westminster và Camden (kênh đào Regent chảy qua nó). Hội cũng có một địa điểm rộng rãi tại Vườn thú sở thú ZSL Whipsnade ở Bedfordshire nơi mà các loài động vật lớn như voi và tê giác đã được di chuyển đến. Là vườn thú khoa học vườn thú đầu tiên, sở thú ZSL London cũng đã mở nhà bò sát đầu tiên nhà (1849), bể cá công cộng đầu tiên (1853), nhà côn trùng đầu tiên (1881) và vườn thú trẻ em đầu tiên (1938).
ZSL không nhận được kinh phí nhà nước và dựa vào lệ phí vào cửa 'Fellows', 'Friends', 'Members' và tài trợ để tạo ra thu nhập. Vườn thú mở cửa hàng ngày từ 9:00 sáng đến 6:00 chiều.